# Franz Heinrich von Naumann

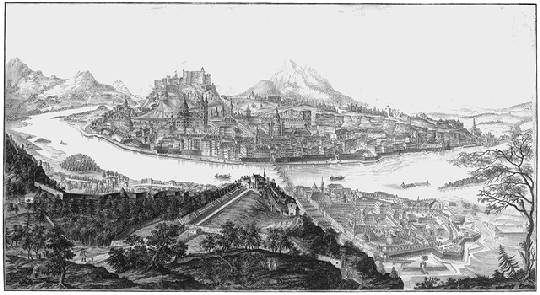
Salzburg im Jahre 1791 (Radierung von Anton Amon nach einer Vedute von Naumann)

Plan von Salzburg aus dem Jahr 1789

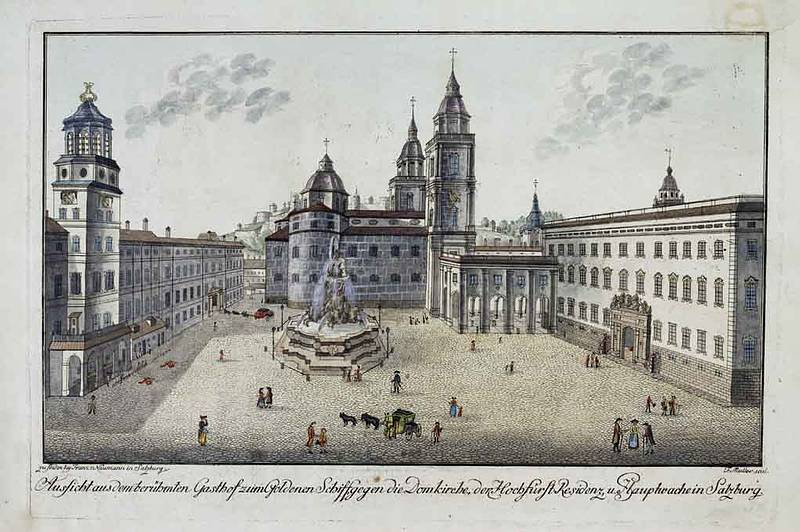
Dom, Hauptwache und Residenz in Salzburg im Jahre 1791 – Franz Heinrich von Naumanns Veduten waren der Auslöser des Städtetourismus nach Salzburg

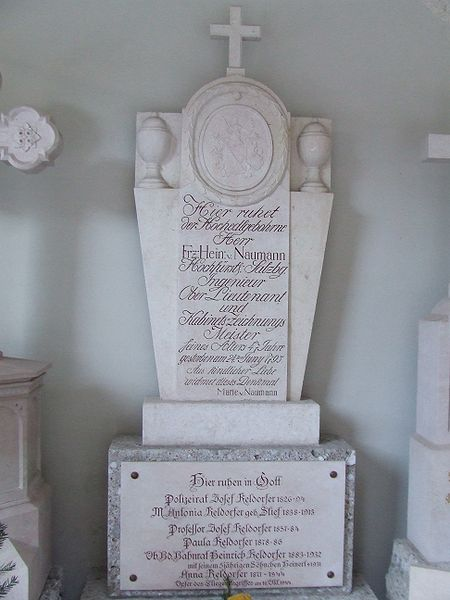
Grabdenkmal Naumanns in der Naumann-Keldorfer'schen Familiengruft auf dem Petersfriedhof Salzburg

August Franz Heinrich von Naumann (* 12. Juni 1749 in Merseburg; † 26. Juni 1795 in Salzburg, ± Petersfriedhof Salzburg) war ein deutscher Ingenieuroffizier und Vedutenmaler.

## Leben
Naumann war der Sohn des königlich-polnischen und kurfürstlich-sächsischen Oberstleutnants Franz Rudolf von Naumann (1703–1755) und seiner zweiten Ehefrau Henrietta Maria von Ende. Er ist Enkel des Obersten und Barockarchitekten Johann Christoph von Naumann (1664–1742) und Großneffe des Generalmajors und Barockarchitekten Joachim Daniel von Jauch (1688–1754).
Naumann wurde in der Tradition seiner Familie – auch sein Onkel Johann Christoph von Naumann (1691–1779) war zu jener Zeit Oberst der Ingenieurtruppe – 1761 Unteroffizier der Ingenieure. Er nahm im Siebenjährigen Krieg an einem Feldzug in den Jahren 1761–1763 teil. 1767 quittierte er den Dienst. Er war Schüler von Franz Leonhard Herget (1741–1800), seit 1767 Professor an der Ingenieurschule in Prag. 1768 ist Naumann wieder als Sous-Leutnant im sächsischen Militär nachzuweisen. 1785 Kaiserlich-Königlicher Leutnant und Kreis-Ingenieur. 1786 war er Zeichenmeister bei adeligen Familien in Linz, 1788 wurde er unter dem aufgeklärten Fürsterzbischof Colloredo (1732–1812), dessen fortschrittlicher Geist viele führende Wissenschaftler, Schriftsteller, Maler und Musiker aus dem deutschen Sprachraum nach Salzburg lockte, dort Hochfürstlich-Salzburgischer Ingenieur-Oberleutnant und Kabinet-Zeichnungs-Meister. Naumann fertigte insbesondere Veduten des Salzburger Landes.
Naumann ist bestattet in der Naumann-Keldorfer’schen Familiengruft auf dem Petersfriedhof Salzburg (Arkadengruft Nr. 32).
Nach ihm ist die Naumanngasse in Salzburg benannt.

## Werke
- Mappa der hochfürstlichen Residenzstadt Salzburg samt Haupt-Festung Hochen-Salzburg, 1789 (Älteste Plandarstellung der Stadt, Original in der Bibliothèque Nationale in Paris, Abbildung in „Historischer Atlas der Stadt Salzburg“, Schriftenreihe des Archivs der Stadt Salzburg Nr. 11, Salzburg 1999)
- Johann Paul Franz Thelott: Sammlung der schönsten Prospecte des Landes Salzburg, eine Bildserie, die von 1791 bis 1795 erschien und 28 kolorierte Radierungen enthielt, die auf Naumann zurückgehen. (In Franz Martins Kunstgeschichte von Salzburg von 1925 werden Naumanns Bilder als „schwach“ eingestuft. Die Berge seien darauf „grässlich verzeichnet“, doch entbehrten sie keineswegs eines gewissen historischen Wertes.) Darunter:
  - Ansicht des Gasteiner Wasserfalls
  - Die Pulvermühle bei Salzburg mit Ansicht der Hohenvestung und der Aussicht gegen dem Schlößchen Neuhaus
  - Vue de Hallein ville de Salines dans le pays de Salzbourg, 1791

## Porträt
- August Franz Heinrich von Naumann, Radierung um 1785 von Laurenz Hübner (Exemplar in der Universitätsbibliothek Salzburg Signatur G 1066 II)